# پهمدان
پهمدان، روستایی از توابع بخش رودبنه شهرستان لاهیجان در استان گیلان ایران است.

این روستا از چهار بخش بالا محله ، میان محله ،پایین محله و قاضی محله تشکیل شده است . مردم این روستا زمینهای زراعی کاشت برنج مرغوب و باغ صیفی جات و سبزیجات به خصوص گیاه نعناع دارند و از این راه امرار معاش میکنند و زنان روستا به غیر از کشاورزی به بافت صنایع دستی به صورت حرفه ای مشغول می باشند.

## جمعیت
این روستا در دهستان رودبنه قرار دارد و براساس سرشماری مرکز آمار ایران در سال ۱۳۸۵، جمعیت آن ۱٬۷۴۵ نفر (۴۷۴خانوار) بوده‌است.